# Patrick Campbell Rodger
Patrick Campbell Rodger (* 28. November 1920 in Helensburgh; † 8. Juli 2002) war ein  anglikanischer Bischof. Er war von 1970 bis 1978 Bischof von Manchester und von 1978 bis 1986 Bischof von Oxford.
Er kommt aus der Scottish Episcopal Church, wo er Pfarrer in Edinburgh war. Er stammt aus einer Mittelklassefamilie in Helensburgh, Schottland.
Gegen Ende des Zweiten Weltkriegs diente er in der britischen Nachrichtentruppe Royal Corps of Signals. Nach einem mit Auszeichnung abgeschlossenen Studium am Christ Church College in Oxford studierte er weiter am theologischen Seminar Westcott House in Cambridge. Nach seinem ersten Vikariat in Edinburgh arbeitete er für den  Christlichen Studenten-Weltbund. Von 1961 bis 1966 arbeitete er für den Weltkirchenrat. Nachdem er bei der Wahl zum Generalsekretär unterlegen war, kehrte er zurück nach Großbritannien. Während seiner Zeit als Bischof war er auch Vorsitzender der Churches' Unity Commission und Präsident der Konferenz Europäischer Kirchen. Nach seiner Pensionierung arbeitete er als Assistenzbischof in Edinburgh. 1989 veröffentlichte er Songs in a Strange Land ein Andachtsbuch mit Psalmen.
Er sprach sich frühzeitig für die Ordination von Frauen zu Diakonen oder Priestern aus.
1974 wurde er als einer der 21 dienstältesten Bischöfe neben den fünf höchsten Bischöfen der Church of England als sogenannter geistlicher Lord (Lord Spiritual) Mitglied des House of Lords und gehörte diesem bis zum Ende seiner Amtszeit als Bischof von Oxford 1986 an.